# Florian Georgescu
Florian Georgescu (n. 19 noi. 1924, com Poiana Lacului jud. Argeș-15 mai 1997 București) a fost un profesor universitar, Director al Muzeului de Istorie si Arta al Municipiului București (1959-1971), Director al Muzeului Național de Istorie a României (1971-1984).

## Studii
1945-1948 Facultatea de Teologie din București iar după desființarea acesteia iși incepe studiile la Facultatea de Istorie și Geografie fiind în același timp student al Conservatorului din București.
Doctor în Istorie în 1968 cu teza: "Dezvoltarea edilitară-urbanistică a orașului București în epoca regulamentară și a revoluției de la 1848." Conducător științific prof. univ. dr. Dumitru Berciu.

## Activitate profesionalǎ
- Profesor Univ. Dr. in Istorie
  - 1948-1954 este dirijorul corului întreprinderii "Elena Pavel" din Bucuresti.
  - 1948-1954 Școala Profesionalǎ de Construcții Buc.
  - 1953-1955 Școala Medie Tehnica de Instalații Buc.
  - 1953-1957 Lector Acad. Militară Buc.
  - 1955-1957, 1962-1965, 1970-1971  Conferențiar la Institutul de Arte Plastice "Nicolae Grigorescu" Buc.
  - 1970-1977 Inst. de Artǎ Teatrală și Cinematografică Buc. Inst. Politehnic Buc.
- Director al Muzeului de Istorie și Artă al Municipiului București

1957-1959 Director adjunct
1959-1971 Director
- Director al Muzeului Național de Istorie a României

1971-1984 Director

## Alte activități
- Membru al Societății de Științe Istorice
- Membru al Societății Numismatice Române
- Vicepreședinte al Comitetului Național Român pentru Internațional Council of Monuments (ICOM) Paris
- Membru al comitetului international de arheologie si istorie a muzeelor (Paris)
- Istoriograf al Bucureștilor pentru epoca modernă și contemporană. Contribuții importante la dezvoltarea muzeografiei românești
- Redactor de reviste istorice tipărite de Muzeul Național de Istorie a României:
  - Redactor-responsabil la "Cercetări Arheologice în București" Vol. I 1963, Vol. II 1965
  - Redactor-responsabil al revistelor " Muzeul Național" Vol. I 1974, Vol. II 1975, Vol.III 1976, Vol.IV 1978, Vol. V 1981, Vol. VI 1982; Cercetări Arheologice" Vol. I 1975, Vol.II 1976, Vol. III 1979, Vol.IV 1981, Vol.V. 1982, Vol.VI. 1983; Cercetări Numismatice" Vol. I 1978, Vol.II 1979, Vol.III 1980, Vol.IV 1982, Vl. V 1983 Tiparite la Muzeul National de Istorie.

### Volume publicate
- „Pagini din trecutul Bucureștilor" Buc., 1959, 44 p.
- „București, Scurt Istoric" Ed. Muzeul de Istorie a Orașului București 1959, 160 p.
- „Muzeul de Istorie a Orașului București", 1960, 341 p.
- „Muzeul de Istorie a Orașului București", 1960, 128 p. Ed. Sfatul Popular al Capitalei
- „Participarea maselor populare bucureștene la revoluția din 1948" MNIR, 1961,119 p.
- „Bucarest. Apercu Historique, Ed, Meridiane Buc. 1965, 73 p.( ed. și în lb. engleză, germană și rusă)
- „Pagini din Trecutul Bucureștilor" MNIR, 1959, 44 p.
- „Cercetări arheologice în București" Vol. I-II MNIR, 1963-1965, 383 p. I, 384 p. II
- Muzeul de Istorie al Republicii Socialiste Romania- Album, Bucuresti,1974, (redactor responsabil)
- VIteji ai neamului, 1877-1878, Muzeul de Istorie al RSR, 1977, Coordonator.
- „Creșterea Patrimoniului Muzeal" Buletin I-III (1976-1979)
- „Istoria României. Crestomație" MNIR Vol. I-II (1982)
- „Făuritori ai unității și independenței naționale" MNIR,  Coordonator, Buc. 1983

### Studii și articole
"Aspecte privind împărțirea administrativă și evoluția demograficǎ din Bucureștii anilor 1831-1848" în "MIM" 1965, p. 53-88
"Marele plan al orașului București ridicat de maiorul Borroczyn între 1844-1846" în "MIM" 1964 p. 39-79
"Probleme de urbanism și sistematizare în anii 1831-1848, în "MIM" 1966 p. 35-68
"Realizări edilitare în Bucureștii anilor 1831-1848, în "MIM" 1966 p. 87-122
"Semnificația istoricǎ a creării statului dac centralizat condus de Burebista" în "MN" 1981, V, p. 7-16